# Saint-Uze
Saint-Uze è un comune francese di 1 939 abitanti situato nel dipartimento della Drôme della regione dell'Alvernia-Rodano-Alpi.

## Società

### Evoluzione demografica
Abitanti censiti